# Reviviendo huestes
Reviviendo Huestes es el octavo álbum de estudio de la banda argentina de heavy metal Horcas, publicado en 2008 por Tocka Discos/Sony BMG.
Musicalmente, el álbum continúa con la línea de sus predecesores, Demencial y Asesino, siendo un disco orientado hacia el metal moderno, y siguiendo con la experimentación con afinaciones bajas, esta vez pasando de Do# a Do.
"Reviviendo Huestes" presenta una regrabación de la canción "Solución Suicida" (compuesta por Ricardo Chofa Moreno y Ricardo Iorio de V8), tema de apertura de Oíd mortales el grito sangrado, segundo álbum de Horcas, publicado en 1992. Esta reversión es la única canción del álbum (junto a la balada "Fuego Sin Luz") grabada en la afinación de Re# (la afinación que la banda había usado previamente en los álbumes Oíd mortales el grito sangrado, Horcas (álbum) y Horcas vive), y no cuenta con ninguno de los músicos involucrados en la versión original, excepto por el bajista Norberto "Topo" Yáñez.

## Lista de canciones
1. Nacer morir  (4:01)
2. Existir por existir  (3:30)
3. Familia  (4:10)
4. Pegar y gozar  (3:51)
5. Infierno  (4:00)
6. La cruz  (3:58)
7. Respeto  (4:51)
8. Crimanales de memoria  (3:16)
9. Fuego sin Luz  (4:05)
10. Sin lágrimas  (3:52)
11. Persistir  (2:25)
12. Solución suicida  (2008) (4:44)

## Créditos
- Walter Meza - Voz
- Sebastián Coria - Guitarra
- Gabriel Lis - Guitarra
- Topo Yáñez - Bajo
- Guillermo De Luca - Batería